# 蟲紋鱒
蟲紋鱒，為輻鰭魚綱鮭形目鮭科的一種。

## 分布
本魚分布於歐洲義大利北部、斯洛維尼亞、克羅埃西亞、阿爾巴尼亞。

## 特徵
本魚體呈紡錘狀，略側扁，體呈銀色到橄欖綠，體帶有棕色的不規則大理石斑紋，腹鰭跟臀鰭黃色，其餘各鰭深色帶有花紋，體長可達40公分。

## 生態
本魚棲息在低溫且溶氧量高的溪流，壽命可達10年，屬肉食性。

## 經濟利用
為當地重要食用魚及養殖魚類，也是遊釣魚。